# Земо-Квишиани
Земо-Квишиани (груз. ზემო ქვიშიანი) — село в Грузии, на территории Гардабанского муниципалитета края (мхаре) Квемо-Картли.

## География
Село находится в юго-восточной части Грузии, к востоку от Тбилисского водохранилища, на расстоянии приблизительно 36 километров (по прямой) к северо-западу от города Гардабани, административного центра муниципалитета. Абсолютная высота — 958 метров над уровнем моря.

## Население
По результатам официальной переписи населения 2014 года в Земо-Квишиани проживало 38 человек (19 мужчин и 19 женщин). В национальной структуре населения грузины составляли 89,5 %, русские — 10,5 %.